# Lee So-lae
Lee So-lae – południowokoreańska zapaśniczka w stylu wolnym. Zajęła 32 miejsce na mistrzostwach świata w 2007. Trzecia w mistrzostwach Azji w 2006 i 2007. Mistrzyni Azji juniorów w 2006 roku.